# Joco Dev
Joco Dev, anfangs Joco Dev Quartett, dann Joco Dev Sextett, war eine im Herbst 1966 gegründete, deutsche Rockband. Sie gehörte zu den Wegbereitern der DDR-Rockmusik. Anfänglich an westlichen Vorbildern orientiert, verfolgte die Band zunehmend ein eigenes musikalisches Konzept und zeichnete sich durch anspruchsvolle, tanzbare Rockmusik aus. Kompositionen der Band wie Stapellauf und Wenn die Schwalben wiederkehren gehören zu den Ostrock-Klassikern. Ende 1980 löste Bandleader Detlef Lübke die Band auf.

## Name
Der Name Joco Dev entstand aus den Vornamen Jörg, Conny und Detlef von Mitgliedern des Joco Dev Quartetts.

## Geschichte
1967 wurde die Band um Mitglieder der Gruppe The Brightles, die keine Spielerlaubnis mehr hatte, erweitert. Sie nannte sich fortan Joco Dev Sextett und bestand aus Jörg Schenkel (Bass), Bandleader Detlef Lübke (Flöte, Saxophon), Norbert Schmidt (Gesang), Rainer Schubert (Gitarre), Peter Sitzer (Schlagzeug) und Helmut Schulte (Keyboard). Das Joco Dev Sextett war eine der bekanntesten Beatbands der DDR.
Ab 1969 wurden die folgenden Titel vom Berliner Rundfunk produziert:
- 1969: Hadschi, Das einzige, was mir übrig blieb, Warum muß das sein, Ich hab dich heut im Traum gesehen, Warum kann ich träumend durch die Straßen gehen und Fata Morgana, das auch als Live-Mitschnitt produziert wurde
- 1970: Stapellauf
- 1972/73: Heiße Höschen (später bezeichnet als Meine Eine die ich meine)

Die Titel verhalfen der Band schnell zu wachsender Popularität. Die Band trat mehrfach in der Fernsehsendung Die Notenbank auf. Einige der Eigenkompositionen wurden 1969 auf Schallfolie (Flexidisk) veröffentlicht. Beim ersten Wechsel 1970/71 kamen Peter Nehls (Gitarre) und Keyboarder Detlef Jörg Schmidt, genannt „Ofen“, neu in die Band. In den nächsten Jahren entwickelte sich das Joco Dev Sextett zu einer der erfolgreichsten Rockbands Ostdeutschlands. 1971 erschien bei Amiga die erste Single der Band. Sie enthielt den Titel Stapellauf, der in einer neuen Version aufgenommen worden war, die als Ergänzung einen erklärenden Text enthielt. Weitere Titel wie Wir lagen im Grase wurden auf Schallplatte veröffentlicht. 1972 war die Band zu Gast in der DDR-Jugendmusik-Fernsehsendung Disco Tref.
1973 beschlagnahmte der DDR-Zoll einen Teil der Ausrüstung der Band, da er angeblich illegal im Westen beschafft worden war. Zuvor war in der westdeutschen Zeitschrift Stern ein Bericht erschienen, in dem auf die Westherkunft der Ausrüstung hingewiesen worden war. Mehrere Mitglieder wurden verhaftet und mussten hohe Geldstrafen zahlen; Peter Nehls kam nach seiner Verhaftung nicht wieder in die Band und wurde durch Gerdi Wagner ersetzt. Es kam zu zahlreichen weiteren Umbesetzungen. Die Entwicklung der Band stagnierte, auch weil die Band viele Konzerte geben musste, um die Strafen bezahlen zu können, und sie keine neuen Titel mehr produzieren konnte. Nach 1973 kamen neben Gitarrist Gerdi Wagner Christian Pittius (Keyboard), danach Frank Gursch (Keyboard), weiter Wolfgang Fuchs (Schlagzeug), danach Jürgen Burand (Schlagzeug) und Harry Wittkowski (Keyboard), Ralf-Egbert Römke (Gitarre), Peter Paule Fincke (Schlagzeug) – 1979 für Jörg Schenkel – Robert Hanke (Bass) und Wolfgang Densky (Gitarre). Harry Wittkowski ging zu Babylon. Joco Dev wurde Ende 1980 aufgelöst.
Am 1. Januar 1981 gründeten Fincke, Densky und Schmidt daraufhin die Heavy-Metal-Band Formel I. Schenkel und Lübke traten fortan als Duo Gag auf.

## Rezeption
Laut dem Musikjournalisten Jürgen Balitzki ist das im März 1970 aufgenommene Stapellauf der erste deutschsprachig gesungene Rocktitel überhaupt. Der Titel hielt sich 1970 lange auf Platz 1 der DT64-Hitparade.

„Als am 3. März 1970 im Studio ‚Saal IV‘ des Ostberliner Rundfunks die Lichter ausgehen, ist einer der beziehungsreichsten Songs des frühen DDR-Rock geboren. ‚Stapellauf‘ – dieser Titel hat etwas Prophetisches.“

## Diskografie

### Flexidisks
- 1969: Das einzige, was mir übrig blieb / Hadschi / Geh den Weg nie allein

### Singles
- 1971: Stapellauf / Wenn die Schwalben wiederkehren (Amiga)
- 1971: Wir lagen im Grase (nur B-Seite, Amiga)

### CD
- 2001: Joco Dev (Eigenverlag)

### Sampler
- 1972: Wir lagen im Grase auf hallo Nr. 1 (Amiga)
- 1972: Stapellauf auf hallo Nr. 3 (Amiga)
- 1973: Du bist mir nah auf hallo Nr. 8 (Amiga)
- 1993: Stapellauf auf Rock aus Deutschland (CBC)
- 1993: Stapellauf auf Original Amiga Masters (DSB)
- 1993: Stapellauf auf Deutscher Demokratischer Beat Vol 1 (Deutsche Schallplatten GmbH Berlin)
- 1996: Stapellauf (Rundfunkversion) auf Beatkiste 5 (Barbarossa)
- 2000: Stapellauf auf hallo The Best 1 (Unionton)
- 2003: Stapellauf auf DT-64 Story Vol. 15 (BMG)
- 2003: Wenn die Schwalben wiederkehren auf DT-64 Story Vol. 5 (BMG)